# Tsjechisch handbalteam junioren (vrouwen)
Het Tsjechisch handbalteam junioren is het nationale onder-19 en onder-20 handbalteam van Tsjechië. Het team vertegenwoordigt het Cesky Svaz Hazene in internationale handbalwedstrijden voor vrouwen.

## Resultaten

### Wereldkampioenschap handbal onder 20
| Wereldkampioenschap handbal onder 20 | Wereldkampioenschap handbal onder 20 | Wereldkampioenschap handbal onder 20 | Wereldkampioenschap handbal onder 20 | Wereldkampioenschap handbal onder 20 | Wereldkampioenschap handbal onder 20 | Wereldkampioenschap handbal onder 20 | Wereldkampioenschap handbal onder 20 | Wereldkampioenschap handbal onder 20 |
| Jaar                                 | Resultaat                            | Wed                                  | W                                    | G                                    | V                                    | DV                                   | DT                                   | DS                                   |
| ------------------------------------ | ------------------------------------ | ------------------------------------ | ------------------------------------ | ------------------------------------ | ------------------------------------ | ------------------------------------ | ------------------------------------ | ------------------------------------ |
| 1977                                 | Deel van Tsjecho-Slowakije           | Deel van Tsjecho-Slowakije           | Deel van Tsjecho-Slowakije           | Deel van Tsjecho-Slowakije           | Deel van Tsjecho-Slowakije           | Deel van Tsjecho-Slowakije           | Deel van Tsjecho-Slowakije           | Deel van Tsjecho-Slowakije           |
| 1979                                 | Deel van Tsjecho-Slowakije           | Deel van Tsjecho-Slowakije           | Deel van Tsjecho-Slowakije           | Deel van Tsjecho-Slowakije           | Deel van Tsjecho-Slowakije           | Deel van Tsjecho-Slowakije           | Deel van Tsjecho-Slowakije           | Deel van Tsjecho-Slowakije           |
| 1981                                 | Deel van Tsjecho-Slowakije           | Deel van Tsjecho-Slowakije           | Deel van Tsjecho-Slowakije           | Deel van Tsjecho-Slowakije           | Deel van Tsjecho-Slowakije           | Deel van Tsjecho-Slowakije           | Deel van Tsjecho-Slowakije           | Deel van Tsjecho-Slowakije           |
| 1983                                 | Deel van Tsjecho-Slowakije           | Deel van Tsjecho-Slowakije           | Deel van Tsjecho-Slowakije           | Deel van Tsjecho-Slowakije           | Deel van Tsjecho-Slowakije           | Deel van Tsjecho-Slowakije           | Deel van Tsjecho-Slowakije           | Deel van Tsjecho-Slowakije           |
| 1985                                 | Deel van Tsjecho-Slowakije           | Deel van Tsjecho-Slowakije           | Deel van Tsjecho-Slowakije           | Deel van Tsjecho-Slowakije           | Deel van Tsjecho-Slowakije           | Deel van Tsjecho-Slowakije           | Deel van Tsjecho-Slowakije           | Deel van Tsjecho-Slowakije           |
| 1987                                 | Deel van Tsjecho-Slowakije           | Deel van Tsjecho-Slowakije           | Deel van Tsjecho-Slowakije           | Deel van Tsjecho-Slowakije           | Deel van Tsjecho-Slowakije           | Deel van Tsjecho-Slowakije           | Deel van Tsjecho-Slowakije           | Deel van Tsjecho-Slowakije           |
| 1989                                 | Deel van Tsjecho-Slowakije           | Deel van Tsjecho-Slowakije           | Deel van Tsjecho-Slowakije           | Deel van Tsjecho-Slowakije           | Deel van Tsjecho-Slowakije           | Deel van Tsjecho-Slowakije           | Deel van Tsjecho-Slowakije           | Deel van Tsjecho-Slowakije           |
| 1991                                 | Deel van Tsjecho-Slowakije           | Deel van Tsjecho-Slowakije           | Deel van Tsjecho-Slowakije           | Deel van Tsjecho-Slowakije           | Deel van Tsjecho-Slowakije           | Deel van Tsjecho-Slowakije           | Deel van Tsjecho-Slowakije           | Deel van Tsjecho-Slowakije           |
| 1993                                 | Deel van Tsjecho-Slowakije           | Deel van Tsjecho-Slowakije           | Deel van Tsjecho-Slowakije           | Deel van Tsjecho-Slowakije           | Deel van Tsjecho-Slowakije           | Deel van Tsjecho-Slowakije           | Deel van Tsjecho-Slowakije           | Deel van Tsjecho-Slowakije           |
| 1995                                 | 11de                                 | 8                                    | 4                                    | 0                                    | 5                                    | 161                                  | 154                                  | +7                                   |
| 1997                                 | Niet gekwalificeerd                  | Niet gekwalificeerd                  | Niet gekwalificeerd                  | Niet gekwalificeerd                  | Niet gekwalificeerd                  | Niet gekwalificeerd                  | Niet gekwalificeerd                  | Niet gekwalificeerd                  |
| 1999                                 | Niet deelgenomen aan kwalificatie    | Niet deelgenomen aan kwalificatie    | Niet deelgenomen aan kwalificatie    | Niet deelgenomen aan kwalificatie    | Niet deelgenomen aan kwalificatie    | Niet deelgenomen aan kwalificatie    | Niet deelgenomen aan kwalificatie    | Niet deelgenomen aan kwalificatie    |
| 2001                                 | Niet gekwalificeerd                  | Niet gekwalificeerd                  | Niet gekwalificeerd                  | Niet gekwalificeerd                  | Niet gekwalificeerd                  | Niet gekwalificeerd                  | Niet gekwalificeerd                  | Niet gekwalificeerd                  |
| 2003                                 | 12de                                 | 8                                    | 3                                    | 0                                    | 5                                    | 205                                  | 247                                  | -42                                  |
| 2005                                 | 16de                                 | 8                                    | 3                                    | 0                                    | 5                                    | 197                                  | 225                                  | -28                                  |
| 2008                                 | Niet gekwalificeerd                  | Niet gekwalificeerd                  | Niet gekwalificeerd                  | Niet gekwalificeerd                  | Niet gekwalificeerd                  | Niet gekwalificeerd                  | Niet gekwalificeerd                  | Niet gekwalificeerd                  |
| 2010                                 | Niet gekwalificeerd                  | Niet gekwalificeerd                  | Niet gekwalificeerd                  | Niet gekwalificeerd                  | Niet gekwalificeerd                  | Niet gekwalificeerd                  | Niet gekwalificeerd                  | Niet gekwalificeerd                  |
| 2012                                 | 15de                                 | 9                                    | 4                                    | 0                                    | 5                                    | 207                                  | 214                                  | -7                                   |
| 2014                                 | 11de                                 | 9                                    | 5                                    | 0                                    | 4                                    | 247                                  | 252                                  | -5                                   |
| 2016                                 | Niet gekwalificeerd                  | Niet gekwalificeerd                  | Niet gekwalificeerd                  | Niet gekwalificeerd                  | Niet gekwalificeerd                  | Niet gekwalificeerd                  | Niet gekwalificeerd                  | Niet gekwalificeerd                  |
| Totaal                               | 5/20                                 | 42                                   | 19                                   | 0                                    | 24                                   | 1.017                                | 1.092                                | -75                                  |

 Kampioenen   Runners-up   Derde plaats   Vierde plaats

### Europese kampioenschappen onder 19
| Europees kampioenschap handbal onder 19 | Europees kampioenschap handbal onder 19 | Europees kampioenschap handbal onder 19 | Europees kampioenschap handbal onder 19 | Europees kampioenschap handbal onder 19 | Europees kampioenschap handbal onder 19 | Europees kampioenschap handbal onder 19 | Europees kampioenschap handbal onder 19 | Europees kampioenschap handbal onder 19 |
| Jaar                                    | Resultaat                               | Wed                                     | W                                       | G                                       | V                                       | DV                                      | DT                                      | DS                                      |
| --------------------------------------- | --------------------------------------- | --------------------------------------- | --------------------------------------- | --------------------------------------- | --------------------------------------- | --------------------------------------- | --------------------------------------- | --------------------------------------- |
| 1996                                    | Niet gekwalificeerd                     | Niet gekwalificeerd                     | Niet gekwalificeerd                     | Niet gekwalificeerd                     | Niet gekwalificeerd                     | Niet gekwalificeerd                     | Niet gekwalificeerd                     | Niet gekwalificeerd                     |
| 1998                                    | 7de                                     | 6                                       | 3                                       | 0                                       | 3                                       | 154                                     | 155                                     | -1                                      |
| 2000                                    | Niet gekwalificeerd                     | Niet gekwalificeerd                     | Niet gekwalificeerd                     | Niet gekwalificeerd                     | Niet gekwalificeerd                     | Niet gekwalificeerd                     | Niet gekwalificeerd                     | Niet gekwalificeerd                     |
| 2002                                    | Niet gekwalificeerd                     | Niet gekwalificeerd                     | Niet gekwalificeerd                     | Niet gekwalificeerd                     | Niet gekwalificeerd                     | Niet gekwalificeerd                     | Niet gekwalificeerd                     | Niet gekwalificeerd                     |
| 2004                                    | 8ste                                    | 7                                       | 4                                       | 0                                       | 3                                       | 195                                     | 202                                     | -7                                      |
| 2007                                    | Niet gekwalificeerd                     | Niet gekwalificeerd                     | Niet gekwalificeerd                     | Niet gekwalificeerd                     | Niet gekwalificeerd                     | Niet gekwalificeerd                     | Niet gekwalificeerd                     | Niet gekwalificeerd                     |
| 2009                                    | Niet gekwalificeerd                     | Niet gekwalificeerd                     | Niet gekwalificeerd                     | Niet gekwalificeerd                     | Niet gekwalificeerd                     | Niet gekwalificeerd                     | Niet gekwalificeerd                     | Niet gekwalificeerd                     |
| 2011                                    | Niet gekwalificeerd                     | Niet gekwalificeerd                     | Niet gekwalificeerd                     | Niet gekwalificeerd                     | Niet gekwalificeerd                     | Niet gekwalificeerd                     | Niet gekwalificeerd                     | Niet gekwalificeerd                     |
| 2013                                    | 14de                                    | 7                                       | 1                                       | 0                                       | 6                                       | 161                                     | 204                                     | -43                                     |
| 2015                                    | Niet gekwalificeerd                     | Niet gekwalificeerd                     | Niet gekwalificeerd                     | Niet gekwalificeerd                     | Niet gekwalificeerd                     | Niet gekwalificeerd                     | Niet gekwalificeerd                     | Niet gekwalificeerd                     |
| 2017                                    | Niet gekwalificeerd                     | Niet gekwalificeerd                     | Niet gekwalificeerd                     | Niet gekwalificeerd                     | Niet gekwalificeerd                     | Niet gekwalificeerd                     | Niet gekwalificeerd                     | Niet gekwalificeerd                     |
| 2019                                    | Niet gekwalificeerd                     | Niet gekwalificeerd                     | Niet gekwalificeerd                     | Niet gekwalificeerd                     | Niet gekwalificeerd                     | Niet gekwalificeerd                     | Niet gekwalificeerd                     | Niet gekwalificeerd                     |
| 2021                                    | 10de                                    |                                         |                                         |                                         |                                         |                                         |                                         |                                         |
| Totaal                                  | 4/13                                    |                                         |                                         |                                         |                                         |                                         |                                         |                                         |

 Kampioenen   Runners-up   Derde plaats   Vierde plaats